# Domingos Maria Mezzadri
Domingos Maria Mezzadri (San Rocco al Porto, Itália, 30 de janeiro de 1867 — Chioggia, 8 de dezembro 1936) foi um Arcebispo bispo católico italiano, da diocese de Chioggia.

## Biografia
Nascido em 1867, em San Rocco al Porto, perto de Piacenza, foi ordenado padre em 1889 e começou seu ministério em algumas paroquias de sua diocese natal.
Em 9 de julho de 1920 foi nomeado bispo da Diocese de Chioggia, sendo consagrado na sua ultima paróquia como padre, Sant'Angelo Lodigiano, por dom Pedro Zanolini, em 22 de agosto.
Durante seu ministério como bispo, celebrou o primeiro Congresso Eucarístico Diocesano, em 1923, e fez duas visitas pastorais, em 1922 e 1930. Em 1927, reabriu ao culto da Igreja de São Miguel em Brondolo e em 1935 consagrou a pequena igreja dos Capuchinhos no cemitério de Chioggia.
Foi sempre atento aos problemas sociais e de trabalho: estabeleceu um conselho diocesano do movimento católico, com a intenção de sensibilizar o público sobre vários problemas: assistência aos estudantes católicos, presença católica no mundo do trabalho, e fortalecimento do movimento econômico e social.
Administrou a diocese até sua morte, em 8 de dezembro de 1936. Foi enterrado na catedral diocesana juntamente com seus predecessores.
Em Caselle Landi e Sant'Angelo Lodigiano, onde foi pároco nos primeiros anos do século XX, dedicatram-lhe uma praça e uma rua.